# Eupithecia pliniata
Eupithecia pliniata là một loài bướm đêm trong họ Geometridae.